# Santa Catarina (eiland)
Ilha de Santa Catarina is een eiland in de Braziliaanse staat Santa Catarina. Het is gelegen aan de zuidkust van Brazilië en is ongeveer 54 kilometer lang en 18 kilometer breed op zijn breedste punt in het noorden van het eiland, met een totale oppervlakte van 424,4 km². Het eiland is verbonden met het vasteland met de bruggen Ponte Hercílio Luz, Ponte Colombo Salles en Ponte Pedro Ivo Campos.
Het grootste deel van de gemeente van Florianópolis (97,23%) ligt binnen de grenzen van het eiland Santa Catarina. Het centrum van Florianópolis ligt in het midden van de westelijke regio.